# Río Uatumã
El río Uatumã es un río amazónico brasileño, un afluente de la margen norte (izquierda) del río Amazonas, que discurre por el estado de Amazonas. Tiene una longitud de unos 660 km.

## Geografía
El río Uatumã es un río de aguas negras que nace en el macizo Guayánico, en la frontera entre los estados brasileños de Amazonas y Roraima. Su curso alto está enteramente anegado por el embalse de la central eléctrica de Balbina (construida en 1985-89, con una superficie de agua de 2.360 km² y una potencia de 250 MW). Aguas abajo de la presa de Balbina, su curso es enteramente navegable hasta su desembocadura en el río Solimões, 295 km aguas abajo.
El río, en su curso alto tiene como afluentes al río Pitinga (que ahora desagua en la represa de Balbina) y en su curso bajo, en un amplio lago,  recoge las aguas del largo río Jatapu, con más de 400 km. Casi en la desembocadura, baña las localidades de San Sebastiao do Uatumã (8.401 habitantes en 2004) y Urucará (22.639 en 2005). 
El río desemboca en el Amazonas entre el río Urumbu y el río Nhamundá.